# Bell & Ross
Bell & Ross est une maison d'horlogerie française fondée à Paris en 1994 par Bruno Belamich et Carlos Rosillo.
Active en France et en Suisse, la marque est particulièrement inspirée par les montres d'aviation de dotation et les horloges de bord et s’inspire directement du dessin des instruments de bord aéronautiques.

## Les origines
L'entreprise française est basée à Paris mais la production de tous ses modèles est faite à La Chaux-de-Fonds en Suisse ; à ce titre ils portent tous la dénomination Swiss made,.